# Futboleros
Futboleros fue un programa de televisión de deportes, emitido en Marca TV desde el 13 de septiembre de 2010 hasta el 29 de julio de 2013, que mezclaba debate e información deportiva. El formato estaba presentado por Enrique Marqués y Felipe del Campo desde 2011. Hasta esa fecha, fue conducido por Patxi Alonso, y Kiko Narváez.

## Formato
Futboleros era un programa de debate futbolístico acerca de La Liga y, sobre todo, de los equipos con mayor potencial de la misma (Real Madrid y Fútbol Club Barcelona). Los diferentes tertulianos ofrecían sus opiniones intercaladas, en ocasiones, con resúmenes locutados de los encuentros que se jugaban el día de la emisión del programa, ya fueran de La Liga, de la Champions League o de la UEFA Europa League y la Liga Adelante

## Emisiones y cese de las mismas
Al principio, Futboleros se emitía a las 22:30 (21:00 los domingos). No obstante, desde 2011 fue emitido de lunes a jueves a las 23:30, y de forma esporádica los sábados y domingos, inclusive algunos viernes. Cuando esto sucedía, se emitía a partir de las 22:50.
Después de tres años en antena, el 29 de julio de 2013, el programa finalizó sus emisiones debido al cierre de la cadena Marca TV.

## Equipo

### Presentadores
- Enrique Marqués (de lunes a jueves)
- Felipe del Campo (domingos)

### Tertulianos
- Carlota Reig
- Paco García Caridad
- Juan Castro
- José Luis Corrochano
- Juan Ignacio Gallardo
- Cristóbal Soria
- Eduardo Inda
- Gonzalo Miró
- Miguel Ángel Méndez
- Juanma Rodríguez
- David Sánchez
- Onésimo Sánchez
- Miguel "Látigo" Serrano
- Jaime Ugarte
- Alfredo Duro
- Roberto Gómez
- Pepe Gutiérrez
- José Luis Morales
- Juan Andújar Oliver
- Eduardo Iturralde González